# Voutenay-sur-Cure
 Voutenay-sur-Cure  es una población y comuna francesa, en la región de Borgoña, departamento de Yonne, en el distrito de Avallon y cantón de Vézelay.

## Demografía
| 188 | 207 | 190 | 193 | 199 | 189 |
| Para los censos de 1962 a 1999 la población legal corresponde a la población sin duplicidades (Fuente: INSEE [Consultar]) |     |     |     |     |     |